# 五台山扎萨克喇嘛
五台山扎萨克喇嘛，是清朝设在五台山管理藏传佛教事务的扎萨克喇嘛（執政喇嘛）。

## 沿革
五台山被汉传佛教及藏传佛教视为文殊菩萨圣地。明朝时，五台山有少数番僧（即喇嘛）驻寺修行。明朝嘉靖年间起，朝廷在五台山设置僧官，称“钦差提督五台兼管番汉一带寺宇”，其职责为“钦差提督本山番汉僧寺”。钦差提督隶属五台山僧纲司，任钦差提督的主要是汉族高僧。明朝没有改五台山汉寺、汉僧为番寺、番僧的行动。
清朝顺治帝刚刚入主中原，便定五台山为中央与西藏联系的重要枢纽。清朝中央政府下令将五台山部分汉传佛教寺院（汉寺）改为藏传佛教寺院（番寺），并出现了一批汉族喇嘛，大量藏族、蒙古族喇嘛陆续奉命入驻五台山诸番寺。自顺治、康熙时期起，通过中央政府的命令，五台山改变了此前仅有以汉族为主的汉传佛教的情况，改为汉传佛教和藏传佛教并重。
顺治年间，设立僧官“总理五台山番汉喇嘛”，并任命阿旺老藏出任该职务。阿旺老藏是北京崇国寺（后改称护国寺，藏传佛教寺院）的汉族高僧，汉姓贾，北京西山人，藏文名阿旺老藏，精通汉藏佛教经典，长期任住持。顺治十六年（1659年），阿王老藏奉命住持五台山真容院，“乘传上主五台，总理番汉经典”。阿旺老藏就任后，对推动五台山汉传佛教和藏传佛教有序发展起到了重要作用，后因年事已高，乃主动向清廷推荐其高徒相继继任此职务。康熙十二年十二月（1674年），他在菩萨顶为康熙帝举行祝国佑民道场。康熙二十二年二月（1683年），他率本寺僧众诵经迎接康熙帝第二次巡礼五台山，被康熙帝赐号“清凉老人”。
顺治十六年（1659年），清廷命原在京师崇国寺的蒙古族大喇嘛老藏丹贝任五台山菩萨顶住持，帮阿旺老藏管理番汉佛教事务。顺治十七年（1660年），老藏丹贝奉命驻锡五台山菩萨顶。顺治十八年（1661年）起，老藏丹贝多次重修经堂。他还同阿旺老藏多次接待康熙帝到五台山巡礼。康熙三十七年（1698年），老藏丹贝获封“清修禅师”、“提督五台山番汉大喇嘛”，并且获赐银印、提督银、斩杀剑等等。康熙三十九年（1700年）、康熙四十四年（1705年），老藏丹贝奏请清廷为菩萨顶、台麓寺请回梵书、藏经各一套。他还编辑了《清凉山新志》十卷。
第二任为罗藏陈盆，职衔改为“钦命督理五台山扎萨克大喇嘛”。第三任为老藏丹巴，他是首位任该职的藏族高僧，康熙帝敕封其为“清修禅师”，康熙五十年（1711年）加封其为“提督五台山番汉扎萨克大喇嘛”。此后，“清修禅师”、“提督五台山番汉扎萨克大喇嘛”封号被其后几代五台山扎萨克大喇嘛继承。清朝中央政府还命令西藏派高僧赴北京，经审定后派往五台山继任五台山扎萨克大喇嘛，并形成了制度。
乾隆三十三年（1768年），职衔改为“钦命管理五台山喇嘛事务掌印扎萨克大喇嘛”，僧官二品，此称一直沿用至该职位结束。

## 职责
清朝的五台山扎萨克大喇嘛除初期外，一直由藏族和蒙古族高僧出任，这提高了藏族、蒙古族僧人在五台山的地位。而且后来建立了西藏选派扎萨克大喇嘛制度，也使五台山成为中央和西藏沟通的重要渠道。然而，五台山扎萨克大喇嘛除管理全山番汉重大僧务外，其日常职能主要偏重于黄衣僧寺院（藏传佛教寺院）僧务。实际上，其管辖范围主要是以菩萨顶（即大文殊寺）为中心的十余座藏传佛教寺院，主要属西藏系统。后来，清朝中央政府诏令，以章嘉国师管理以镇海寺为中心的约七座寺院，上述寺院主要属甘肃、青海藏区系统。五台山扎萨克大喇嘛（包括获封“清修禅师”号者）驻菩萨顶主寺，章嘉国师主要驻镇海寺。以上两个系统理论上均属五台山扎萨克大喇嘛管理，但后来由于章嘉国师地位日隆，以镇海寺为中心的甘肃、青海藏区系统渐获自主，但章嘉国师仍对五台山扎萨克大喇嘛十分尊重并服从领导。
具体而言，到清朝后期，西藏达赖喇嘛选派的扎萨克大喇嘛管理的黄衣僧寺院共21所：菩萨顶、罗睺寺、广仁寺、台麓寺、普寿寺、寿宁寺、七佛寺、三泉寺、三塔寺、玉花池、铁瓦寺、涌泉寺、鱼耐庵、南阁庙、普庵寺、宝华寺、圆照寺、集福寺、慈福寺。章嘉活佛管理的黄衣僧寺院共6所：镇海寺和“佛爷五处”（普勒院、集福寺、广化寺、文殊院、慈福寺）。
汉族的青衣僧寺院（汉传佛教寺院）在清朝初年设扎萨克大喇嘛后，属扎萨克大喇嘛管辖。但是后来，清朝中央政府在五台山沿袭明朝旧例，仍设五台山僧纲司，负责管理青衣僧事务。该司日常管理以显通寺为中心的几十座青衣僧寺院，但是对五台山的各项重大事务，五台山僧刚司仍需同五台山扎萨克大喇嘛协商解决。

## 历任扎萨克大喇嘛
历任扎萨克大喇嘛中，前六人是自崇国寺（即北京护国寺）派来，其余均由西藏选派，每六年为一任。自西藏选派者，是从藏族或蒙古族中选派，具备格西学位，并曾任堪布的僧职喇嘛，经清廷认可、皇帝敕封之后任职。该职隶属清朝理藩院管理。
- 阿王老藏
- 老藏丹贝
- 老藏丹巴
- 顶增坚措
- 丹生嘉措
- 老藏缺培
- 章木样旦增
- 缺培达计
- 陈赖达尔来
- 改利陈片尔
- 格鲁缺培
- 喇嘛尼嘛
- 章木样
- 扎亚
- 洛桑旦片
- 阿旺庆巴
- 章样摩拉
- 少巴春柱
- 降巴缺培
- 阿旺桑布
- 加禅桑布
- 罗桑巴桑
- 阿旺益西[2]